# Liste der Gemeindeverbände im Département Maine-et-Loire
Das Département Maine-et-Loire liegt in der Region Pays de la Loire in Frankreich. Es untergliedert sich in zehn Gemeindeverbände.
Siehe auch: Liste der Gemeinden im Département Maine-et-Loire

## Gemeindeverbände

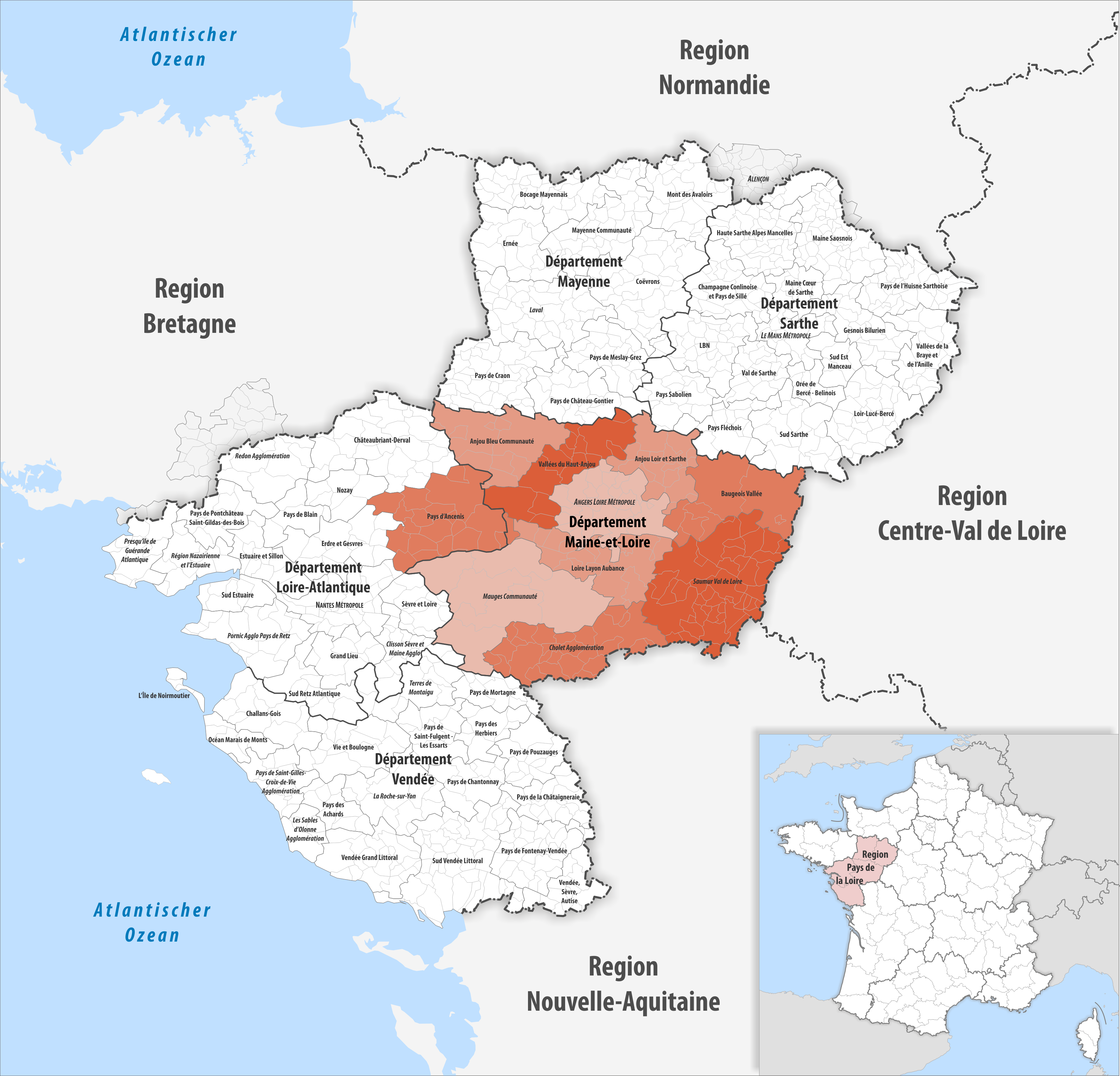
Gemeindeverbände im Département Maine-et-Loire

| Gemeindeverband        | Gemeinden im Départ./Verband | Einwohner 1. Januar 2022 | Fläche km² | Dichte Einw./km² | SIREN- Nummer | Rechtsform                 | Gründungsdatum    |
| ---------------------- | ---------------------------- | ------------------------ | ---------- | ---------------- | ------------- | -------------------------- | ----------------- |
| Angers Loire Métropole | 29/29                        | 308.806                  | 666,72     | 463              | 244 900 015   | Communauté urbaine         | 31. Dezember 2000 |
| Anjou Bleu Communauté  | 11/11                        | 34.526                   | 647,49     | 53               | 244 900 809   | Communauté de communes     | 27. November 1995 |
| Anjou Loir et Sarthe   | 17/17                        | 28.260                   | 453,92     | 62               | 200 068 955   | Communauté de communes     | 29. November 2016 |
| Baugeois Vallée        | 7/7                          | 34.608                   | 725,78     | 48               | 244 900 882   | Communauté de communes     | 30. Dezember 1998 |
| Cholet Agglomération   | 26/26                        | 104.711                  | 787,96     | 133              | 200 071 678   | Communauté d’agglomération | 15. Dezember 2016 |
| Loire Layon Aubance    | 19/19                        | 57.176                   | 607,08     | 94               | 200 071 553   | Communauté de communes     | 16. Dezember 2016 |
| Mauges Communauté      | 6/6                          | 122.374                  | 1.314,56   | 93               | 200 060 010   | Communauté d’agglomération | 21. Dezember 2015 |
| Pays d’Ancenis         | 1/21                         | 69.666                   | 876,04     | 80               | 244 400 552   | Communauté de communes     | 16. Dezember 1999 |
| Saumur Val de Loire    | 45/45                        | 98.152                   | 1.233,47   | 80               | 200 071 876   | Communauté d’agglomération | 16. Dezember 2016 |
| Vallées du Haut-Anjou  | 15/15                        | 36.469                   | 635,26     | 57               | 200 071 868   | Communauté de communes     | 16. Dezember 2016 |